# Sarcomyces vinosus
Sarcomyces vinosus är en svampart som beskrevs av Massee 1891. Sarcomyces vinosus ingår i släktet Sarcomyces, ordningen disksvampar, klassen Leotiomycetes, divisionen sporsäcksvampar och riket svampar.   Inga underarter finns listade i Catalogue of Life.